# Landgericht Stadtsteinach
Das Landgericht Stadtsteinach war ein von 1803 bis 1879 bestehendes bayerisches Landgericht älterer Ordnung mit Sitz in Stadtsteinach im heutigen Landkreis Kulmbach.

## Geschichte
Im Jahr 1803 wurde im Verlauf der Verwaltungsneugliederung Bayerns das Landgericht Stadtsteinach errichtet. Dieses wurde nach der Gründung des Königreichs Bayern dem Mainkreis zugeschlagen, dessen Hauptstadt Bamberg war.
Dem Landgericht Stadtsteinach war das Patrimonialgericht Fischbach nachgeordnet.

## Struktur

### Steuerdistrikte
Im Rahmen des Gemeindeedikts wurde 1808/1818 das Landgericht in 11 Steuerdistrikte untergliedert, die dem Rentamt Stadtsteinach unterstanden:
- Enchenreuth mit Birken, Bischofsmühle, Buckenreuth, Oberbrumberg, Rützenreuth, Unterbrumberg und Wahl;
- Fischbach mit Allern, Dobrach, Gössersdorf, Grundmühle, Grünlinden,  Hinterstöcken, Horlachen, Planersgut, Staibra, Stüben, Tauschendorf, Vorderstöcken, Wötzelsdorf und Wüstbuch;
- Grafengehaig mit Hohenreuth, Höhhof und Seifersreuth;
- Heinersreuth mit Birken, Breiteneben, Elbersreuth, Elbersreuthermühle, Fels, Güldenstein, Köstenberg, Köstenhof, Kreuzknock, Pinzenhof, Schmölz, Schnebes und Wustuben;
- Presseck mit Fürstenhof und Lautengrund, Neumühle, Ochsengarten, Papiermühle, Petersmühle, Premeusel, Schlackenmühle, Schlackenreuth, Schlopp, Schübelsmühle, Trottenreuth, Waffenhammer und Wildenstein;
- Römersreuth mit Frankenreuth;
- Rugendorf mit Eisenwind, Feldbuch, Kübelhof, Losau, Poppenholz und Zettlitz;
- Seibelsdorf mit Mittelberg, Waldbuch und Wurbach;
- Stadtsteinach mit Bergleshof, Deinhardsmühle, Hammermühle, Hochofen, Mittelhammer, Oberhammer und Ziegelhütte;
- Wartenfels mit Altenreuth, Daigmühle, Eulenburg, Haid, Katzengraben, Oberehesberg, Schafhaus, Schafhof, Schmölz, Seubetenreuth, Spitzberg, Teichbühl und Unterehesberg;
- Zaubach mit Höfles, Oberzaubach, Unterzaubach und Vogtendorf;

### Gemeinden
Mit dem Zweiten Gemeindeedikt (1818) wurden 16 Ruralgemeinden gebildet:
- Enchenreuth mit Bischofsmühle, Buckenreuth, Oberbrumberg und Unterbrumberg;
- Fischbach mit Allern, Dobrach, Grundmühle, Hinterstöcken, Planersgut, Staibra, Stüben, Tauschendorf, Wüstbuch;
- Gössersdorf;
- Grafengehaig mit Hohenreuth, Höhhof und Seifersreuth;
- Heinersreuth mit Birken, Breiteneben, Elbersreuth, Elbersreuthermühle, Fels, Güldenstein, Kreuzknock, Pinzenhof, Schmölz und Wustuben;
- Köstenberg mit Köstenhof;
- Presseck mit Fürstenhof und Lautengrund;
- Rugendorf mit Eisenwind, Feldbuch, Kübelhof, Losau, Poppenholz und Zettlitz;
- Schlackenreuth mit Birken, Ochsengarten, Petersmühle, Rützenreuth, Schübelsmühle, Trottenreuth und Wahl;
- Schnebes;
- Schwand mit Birken große, Birken kleine, Braunersreuth, Deckenreuth, Eisenberg, Forkel, Frankenreuth, Gründlein, Kunreuth, Osenbaum, Petschen, Römersreuth, Schöndorf, Silberklippe und Vorderreuth;
- Seibelsdorf mit Mittelberg, Waldbuch und Wurbach;
- Stadtsteinach mit Bergleshof, Deinhardsmühle, Hammermühle, Hochofen, Mittelhammer, Oberhammer und Ziegelhütte;
- Wartenfels mit Altenreuth, Daigmühle, Eulenburg, Haid, Katzengraben, Oberehesberg, Schafhaus, Schafhof, Schmölz, Seubetenreuth, Spitzberg, Teichbühl und Unterehesberg;
- Wildenstein mit Neumühle, Papiermühle, Premeusel, Schlackenmühle, Schlopp und Waffenhammer;
- Zaubach mit Höfles, Oberzaubach, Poppenholz, Unterzaubach und Vogtendorf.

## Weitere Entwicklung
Am 1. Oktober 1840 wurde vom Landgericht Kulmbach folgende Gemeinden abgegeben:
- Kupferberg mit Unterbirkenhof;
- Ludwigschorgast mit Drahtmühle, Erlenmühle;
- Untersteinach mit Gumpersdorf und Hummendorf,

Am 1. Oktober 1840 wurde vom Landgericht Münchberg folgende Gemeinden abgegeben:
- Eppenreuth mit Schindelwald und Vollauf;
- Gösmes;
- Grünlas mit Oberweißenstein und Waldhermes;
- Guttenberg mit Breitenreuth, Buch, Eeg, Fichten, Kaltenstauden, Maierhof, Messengrund, Möhrenreuth, Neuenwirtshaus, Pfaffenreuth, Schroth, Spitzberg, Streichenreuth, Torkel, Torschenknock, Vogtendorf (Guttenberg);
- Horbach mit Mesethmühle, Vollaufmühle und Weißenstein;
- Marienweiher mit Achatzmühle, Dörnhof, Filshof, Hanauerhof, Hermes, Roth, Rothenbühl, Schallerhof, Schmölz, Steinbach, Weihermühle;
- Marktleugast mit Baiersbach, Großrehmühle, Hinterrehberg, Hohenberg, Hohenreuth, Kleinrehmühle, Kosermühle, Neuensorg, Ösel, Vordererb, Vorderrehberg und Zegastmühle;
- Rappetenreuth mit Zegast;
- Sauerhof mit Mittelsauerhof, Obersauerhof, Untersauerhof und Ziegelhütte;
- Schlockenau mit Bromenhof;
- Traindorf mit Baiersbach, Hohenreuth und Tannenwirtshaus;
- Triebenreuth mit Kollerbachsmühle und Schwärzleinsdorf;
- Vogtendorf (Stadtsteinach);
- Walberngrün mit Hetzenhof, Hintererb, Hüttenbach und Mesethmühle;
- Weidmes mit Guttenberger Hammer, Hübnersmühle und Weiglas.

Am 12. April 1845 entstand die Gemeinde Reichenbach, zu der Altenreuth, Schmölz und Teichbühl gehörten.
Am 28. Januar 1845 wurden von Marktleugast folgenden Gemeinden abgetrennt:
- Hohenberg mit Vordererb und Zegastmühle;
- Neuensorg mit Großrehmühle, Hinterrehberg, Kleinrehmühle und Vorderrehberg.

Am 1. Oktober 1857 wurde die Gemeinde Sauerhof wieder an das Landgericht Münchberg abgegeben. Am 31. August 1860 wurde Schnebes nach Köstenberg eingemeindet.